# Auserwähltes Volk
Das Konzept des jüdischen Volkes als das von Gott auserwählte Volk gründet im Bund Gottes mit Abraham und der Offenbarung der Tora am Berg Sinai. Die „Auserwählung“ im Judentum bezieht sich auf das jüdische Kollektiv und nicht auf Individuen, die dem wahren Glauben anhängen. Das moderne Judentum versteht „Auserwähltheit“ als große ethische Verpflichtung, Vermittler für alle Menschen zwischen Gott und der Schöpfung zu sein. Die These vom „auserwählten Volk“ lässt manche Missdeutung zu. Sie ist primär theologisch zu verstehen und bedeutet für den Gläubigen keine Bevorzugung gegenüber anderen Menschen. Es ist vielmehr eine Verpflichtung zu strengem, gottgewolltem Handeln, eher eine Erschwernis denn ein Privileg im weltlichen Sinne.

## Liturgie
In der jüdischen Liturgie verwendete Gebetstexte enthalten die Wendung hebräisch אֲשֶׁר בָּֽחַר בָּֽנּו Ascher bachar banu („Der uns erwählt hat“). Das Judentum ist der Ansicht, dass Gott einen Bund mit der gesamten Menschheit geschlossen hat und dass Juden und Nichtjuden gleichermaßen eine Beziehung zu Gott haben. Biblische Referenzen sowie die rabbinische Literatur stützen diese Ansicht: Moses bezieht sich auf den „Gott der Seelen allen Fleisches“ (Numeri 27,16 ), und der Tanach, die hebräische Bibel, kennt auch Propheten außerhalb der Gemeinschaft der Juden. In der Tosefta, einer wichtigen Ergänzung der Mischna, heißt es: „Gerechte Menschen aller Nationen haben einen Anteil an der kommenden Welt“ (Sanhedrin 105a).
Die Antwort auf die Frage, für welche Aufgaben es auserwählt wurde, findet man in dem Tora-Abschnitt Exodus 19,3–6 , in dem Gott am Berg Sinai zu Moses spricht: וְאַתֶּם תִּהְיוּ-לִי מַמְלֶכֶת כֹּהֲנִים, וְגוֹי קָדוֹשׁ: ‚und ihr sollt mir ein Königreich der Priester und eine heilige Nation sein‘. Der Bezug auf Priester bezieht sich nicht auf die Priester, die von Aaron, dem Hohepriester, abstammen, den Kohanim, sondern auf eine „priesterliche Funktion“ aller Juden. Diese Funktion bedeutet, Gott zu den Menschen zu bringen und die Menschen so zu erhöhen, dass sie Gott näherkommen. Diese „priesterliche Funktion“ wurde vom Propheten Jesaja als אור לגויים Or la'Goyim, als „Licht für die Welt“, bezeichnet. Diese „priesterliche Funktion“ ist jedoch nicht mit einem Missionarstum zu verwechseln, wie es das Christentum oder die Daʿwa im Islam kennt. Ganz gleich ob in Eretz Israel oder in der Diaspora lebend, soll sich jeder einzelne Jude der Bedeutung, Repräsentant des jüdischen Volkes zu sein, bewusst sein. „Der Körper mag im Exil sein, die jüdische Seele ist nie im Exil.“

## Rabbinische Sicht
Viele jüdische Texte begründen die Auserwähltheit der Juden durch Gott damit, dass sie der Verkündung der Botschaft Gottes unter allen Nationen dienen sollen, wie zum Beispiel: „Denn du bist ein heiliges Volk dem Herrn, deinem Gott, und der Herr hat dich erwählt, dass du sein Eigentum seist, aus allen Völkern, die auf Erden sind.“ (5. Mose 14,2 ) Der Begriff des „auserwählten Volkes“ ist eine freie Übersetzung der biblischen Begriffe עם סגלה am segulla („geschätztes Volk“, „besonderes Volk“) und am nahalla („Volk des Erbes“). Es ist eine Besonderheit, dass Gott eine Nation dazu bestimmt hat, seine göttliche Lehre zu bewahren und zu verbreiten. Die „Segulah“-Natur des jüdischen Volkes bezeichnet allerdings keine Überlegenheitserklärung gegenüber den anderen Nationen der Welt. Stattdessen hat jede Nation ihre eigene immanente Bedeutung und ihren eigenen Wert. Als solches müsse man ständig betonen und lehren, dass jeder Mensch nach Gottes Bild erschaffen wurde und daher alle Menschen für Gott wichtig seien.

## Antisemitische Sicht
Den Antisemiten geht es nicht um das Verwerfen der Auserwählung im Namen der Gleichheit aller Menschen, sondern um die Ungleichheit der Juden mit umgekehrtem Vorzeichen: An die Stelle der Auserwählung tritt aus antisemitischer Sicht Minderwertigkeit und negative Aussonderung. „Der bösartige Gebrauch des Ausdrucks ‚auserwählte Juden‘ spornte die Pogrome, die Vertreibung der spanischen Juden und den Antisemitismus Martin Luthers an. Der Gründer des Protestantismus argumentierte, die Juden seien nicht länger das auserwählte Volk, sondern das ‚Volk des Teufels‘“, analysiert Giulio Meotti und kritisiert, dass hohe christliche Würdenträger und Führer der orthodoxen Kirchen im Osten „von dieser theologischen Feindschaft durchdrungen seien“ und daraus das Existenzrecht Israels in Frage stellen. „Juden waren seit der Spätantike Objekte christlicher Mission. Wegen ihrer Verweigerung gegenüber der Heilslehre des ‚Neuen Testaments‘ wurden sie als Feinde wahrgenommen, deren Verstocktheit gebrochen werden sollte. Ihr Anspruch, das auserwählte Volk zu sein, machte die Anhänger des ‚Alten Testaments‘ noch suspekter. Judenfeindliche Phantasien, nach denen sich die Mitglieder der jüdischen Religionsgemeinschaft über alle Grenzen hinweg zum Kampf gegen die Christen verschworen hätten und nach der Weltherrschaft strebten, gehen bis ins Mittelalter zurück“, schreibt Wolfgang Benz.
Als Substitutionstheologie (auch Enterbungs- oder Enteignungstheologie) bezeichnet man die christliche Lehre, nach der das einst von Gott auserwählte Volk Israel nicht mehr das Volk seines Bundes, sondern für alle Zeit von Gott verworfen und verflucht sei und die dem Judentum einen geringen, vorläufigen oder nur auf die Kirche hin ausgerichteten Wert zuspricht. Gottes Verheißungen an Israel seien auf die christliche Kirche als neues Volk Gottes übergegangen.

## Säkulare Sicht
Beispielhaft für eine säkulare Sicht ist ein Brief Albert Einsteins an den Esoteriker Erich Gutkind aus dem Jahr 1954:

„Für mich ist die unverfälschte jüdische Religion wie alle anderen Religionen eine Incarnation des primitiven Aberglaubens. Und das jüdische Volk, zu dem ich gerne gehöre und mit dessen Mentalität ich tief verwachsen bin, hat für mich doch keine andersartige Dignität als alle anderen Völker. Soweit meine Erfahrung reicht ist es auch um nichts besser als andere menschliche Gruppen, wenn es auch durch Mangel an Macht gegen die schlimmsten Auswüchse gesichert ist. Sonst kann ich nichts „Auserwähltes“ an ihm wahrnehmen.“